# Yuyuniz Navas
Yuyuniz María Navas de Caso (Bogotá, 26 de febrero de 1972) es una actriz y pintora chilena. Es conocida principalmente por su participación en telenovelas chilenas a fines de la década de 1990 e inicios del 2000.

## Biografía
Nació el 26 de febrero de 1972 en Bogotá. Hija de Reinaldo Navas; pintor (natural de Colombia), y de Eliana de Caso Sais; presentadora de televisión. Tiene dos hermanos: Krishna Navas y Raúl Alcaide. 
A los cuatro años de edad, tras la separación de sus padres, se trasladó junto a su madre y hermana a Chile. Luis Lavín, el segundo marido de su madre fue su figura paterna.
Cursó sus estudios básicos y secundarios en The Kent School y en el Colegio La Maisonnette de Santiago. Más tarde, estudió Arte en el Instituto de Arte Contemporáneo y Comunicación escénica en la Universidad UNIACC, egresando en 1994.

## Carrera artística
Su debut como actriz de televisión fue en 1996, en la telenovela Loca piel de Televisión Nacional de Chile, encarnando a Alejandra Foster, una adolescente enamorada de un hombre mayor, interpretado por Mauricio Pesutic. Pero, sin duda, sus personajes más recordados son en Tic tac (1997) y Aquelarre (1999) ambas dirigidas por María Eugenia Rencoret. Su última aparición en telenovelas fue en Purasangre (2002). 
Actualmente está retirada de la actuación, se dedica a hacer clases de pintura en su casa-taller en la comuna de Providencia, además de ser instructora de yoga. Tuvo un breve regreso a la televisión en 2014, no como actriz, sino que como coanimadora de De caso en caso de La Red. 
En julio de 2024, Yuyuniz regresa a la televisión ingresando junto a su hija Antonia al reality show Gran hermano de Chilevisión.

## Vida privada
Fue pareja de Álvaro Rudolphy entre 1998 y 1999. En 2002 conoció al modelo chileno Álvaro Casanova, quien sería su pareja, y padre de su única hija, Antonia.  

## Pensamiento político
De cara al plebiscito nacional de Chile de 2020, Navas a través de su cuenta pública en Twitter dejó en manifiesto su postura de rechazo al proceso constituyente. Tras la victoria de la opción Apruebo, Navas se erigió como candidata a la Convención constitucional, por la lista de Chile Vamos en el distrito 9. Su derrota fue rotunda (1.33% de votos), tras lo cual, publicó una polémica diatriba en Twitter teniendo una pésima recepción de parte del público.

## Controversias
El 21 de marzo de 2019, Navas protagonizó una polémica tras entregar una controversial frase sobre la violencia de género mientras era exhibida por streaming. «Una mujer que se expone a que un hombre le levante la mano, es problema de la mujer que acepta», fue la frase que generó una ola de comentarios en su contra en las redes sociales y en los programas de espectáculos. Navas tuvo que dar explicaciones públicas ante las críticas en su contra.
El 16 de diciembre de 2019, Navas desató una fuerte polémica en las redes sociales con respecto a su pensamiento con base en la frase «Si eres infeliz es por tu propio karma» publicada a través de su cuenta de Instagram y Twitter.  Ante la pregunta de un usuario sobre su pensamiento en relación con el abuso sexual infantil, Navas respondió: «Cada uno viene a vivir lo que necesita según su alma». Tras dicha respuesta, diversos usuarios reaccionaron en contra de Navas. «Una persona que piensa que el abuso sexual infantil es una necesidad del alma, merece todo el repudio de la sociedad», sostuvo un usuario en contra de Navas, ante su pensamiento sobre el karma y el abuso infantil como medio de justificación.
El 28 de diciembre de 2019 nuevamente desató controversia entre las redes sociales por sus dichos en contra de la canción «Un violador en tu camino» del movimiento feminista Lastesis.
En abril de 2021, en el programa Aquí se debate en CNN Chile y en respuesta a una pregunta de la periodista Mónica Rincón en referencia a la pandemia de COVID-19, afirmó: «Yo hablo desde mi realidad, desde mi intuición. Yo intuyo y es lo que siente mi cuerpo, que este virus fue lanzado con un interés político y económico. ¿De quién? De China y del gobierno comunista». Además, indicó que Chile debería salirse de la ONU, siguiendo el ejemplo de un país que la inspiró, mas no recordaba qué país era.

## Filmografía

### Películas
- El niño que enloqueció de amor (1998) como Angélica.
- El niño y el ángel (2006) como Mariana.

### Telenovelas
| Año  | Telenovela            | Personaje        | Canal |
| ---- | --------------------- | ---------------- | ----- |
| 1996 | Loca piel             | Alejandra Foster | TVN   |
| 1997 | Tic tac               | Romina Gaete     | TVN   |
| 1998 | Borrón y cuenta nueva | Anita Paz        | TVN   |
| 1999 | Aquelarre             | Ricarda Patiño   | TVN   |
| 2002 | Purasangre            | Marina Astudillo | TVN   |

### Series de televisión
| Año  | Serie                   | Personaje | Canal       |
| ---- | ----------------------- | --------- | ----------- |
| 1998 | Mi abuelo, mi nana y yo | Carola    | TVN         |
| 2006 | Infieles                |           | Chilevisión |

### Programas de televisión
| Año  | Título         | Rol                          | Canal       |
| ---- | -------------- | ---------------------------- | ----------- |
| 2024 | Gran hermano 2 | Participante (3.a eliminada) | Chilevisión |

## Historial electoral

### Elecciones de convencionales constituyentes de 2021
- Elecciones de convencionales constituyentes de 2021, para convencional constituyente por el Distrito N°9 (Conchalí, Huechuraba, Renca, Cerro Navia, Lo Prado, Quinta Normal, Independencia y Recoleta).[18]

| Candidato                  | Pacto                     | Partido | Votos  | %     | Resultados   |
| -------------------------- | ------------------------- | ------- | ------ | ----- | ------------ |
| Rodrigo Logan Soto         | Independiente             | Ind.    | 34 911 | 11.01 | Convencional |
| Bárbara Sepúlveda Hales    | Apruebo Dignidad          | PCCh    | 24 966 | 7.87  | Convencional |
| Alejandra Pérez Espina     | La Lista del Pueblo       | Ind.    | 18 019 | 5.68  | Convencional |
| Natalia Henríquez Carreño  | La Lista del Pueblo       | Ind.    | 17 934 | 5.66  | Convencional |
| Gloria Pinto Becerra       | La Lista del Pueblo       | Ind.    | 16 270 | 5.13  |              |
| Jessica Cayupi Llancaleo   | Mov. Soc. Plurinacionales | Ind.    | 12 321 | 3.89  |              |
| Arturo Zúñiga Jory         | Vamos por Chile           | UDI     | 11 572 | 3.65  | Convencional |
| Rodrigo Mallea Cardemil    | Apruebo Dignidad          | CS      | 10 352 | 3.26  |              |
| César Valenzuela Maass     | Lista del Apruebo         | PS      | 9589   | 3.02  | Convencional |
| Luz Vidal Huiriqueo        | Apruebo Dignidad          | Ind.    | 5912   | 1.86  |              |
| Yiuyiuniz Navas de Caso    | Vamos por Chile           | Ind.    | 4391   | 1.38  |              |
| Haydee Oberreuter Umazabal | Apruebo Dignidad          | Ind.    | 2564   | 0.81  |              |